# 安城産業文化公園デンパーク
安城産業文化公園デンパーク（あんじょうさんぎょうぶんかこうえん デンパーク）は、公益財団法人安城都市農業振興協会が指定管理者となり管理運営を行う愛知県安城市の市立公園である。正式名称は「安城産業文化公園」で、愛称が「デンパーク」。名称は、一般公募により決定し、戦前における安城市の異名「日本デンマーク」と公園を意味する英語「パーク」に由来するが、「デン」には「田園」や「伝統」の意も込められている。
多角農業を推し進め、農業先進国であったデンマークになぞらえられた安城市の歴史を元にした、「自然と親しみ」「花のある暮らし」をコンセプトに掲げている。

## 概要

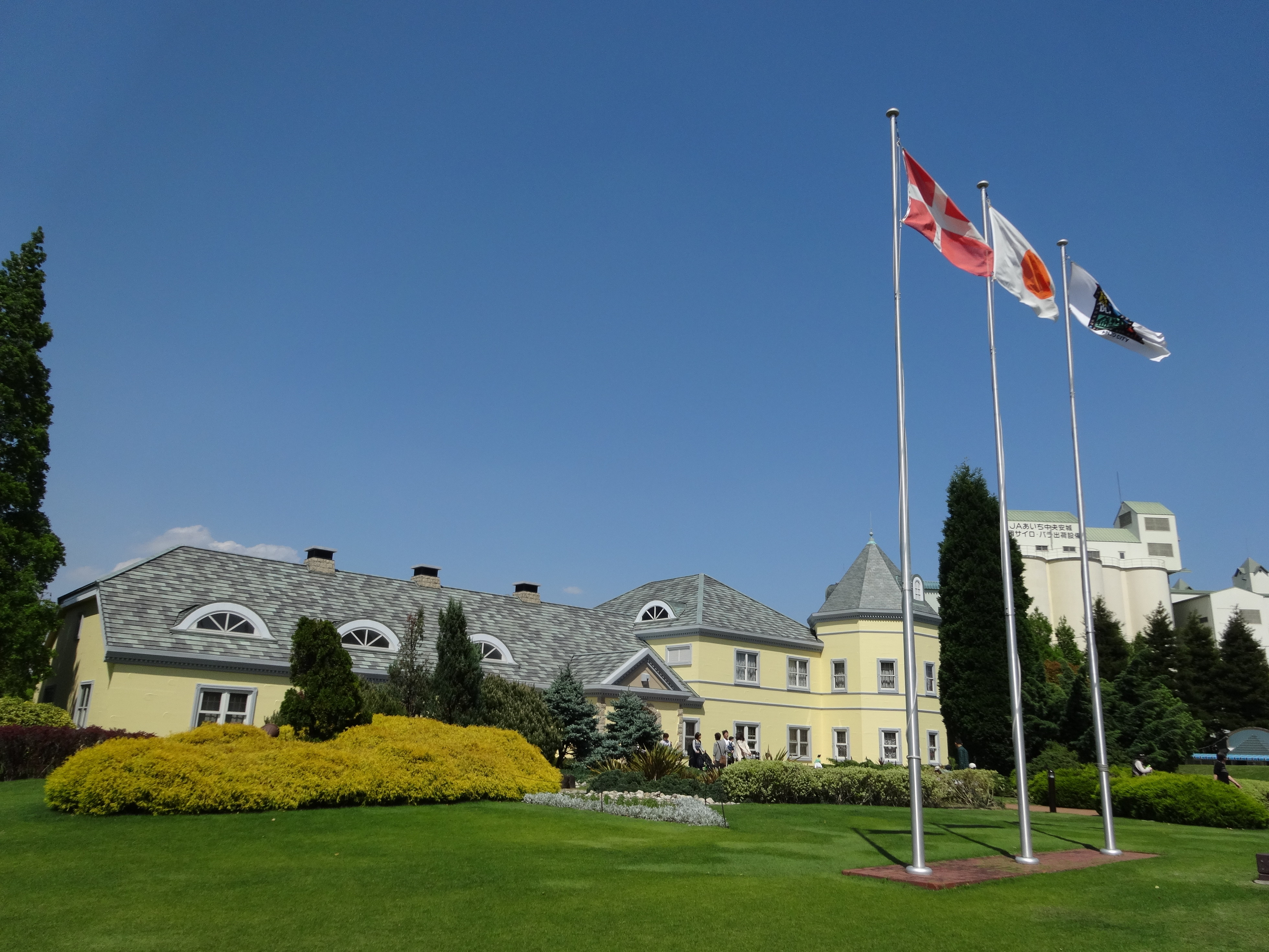
デンパーク館

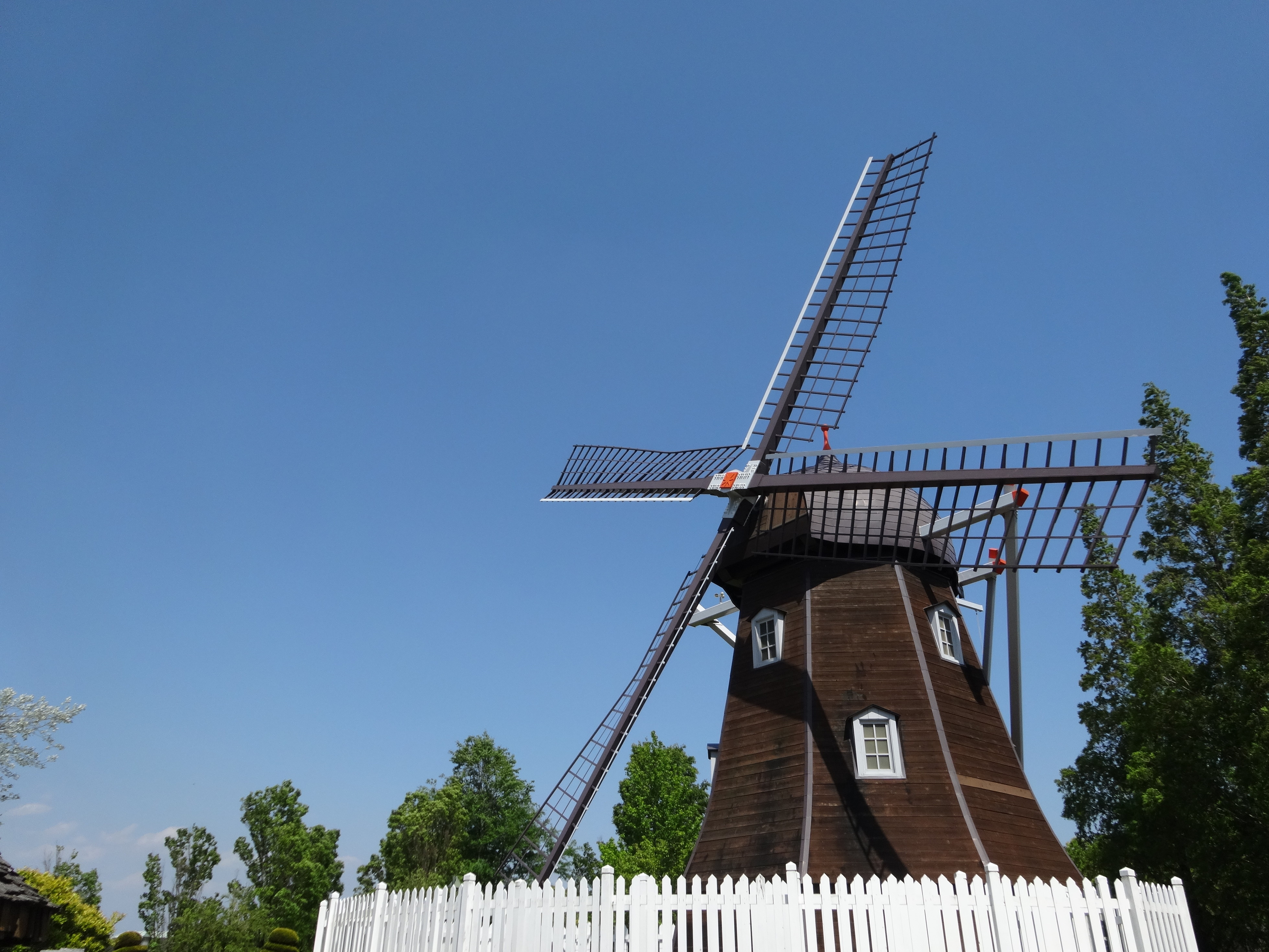
デンパーク風車

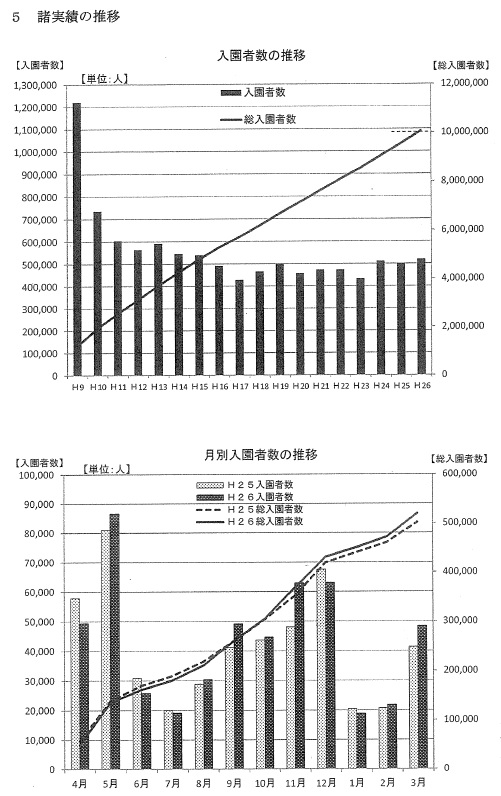
近年の来園者数推移

年度来園者数の推移
開園の次年度を最後に50%（青い横線）を下回るようになる

デンパークは、1989年（平成元年）に安城市議会より提出された要望書「農業公園の建設についての要望書」に始まる。要望書提出の3年後の当たる、1992年（平成4年）に基本計画が作成され、1996年（平成8年）には、安城都市農業振興協会が設立、土地の取得費用約65億円を含む事業費140億円で整備、翌年の1997年（平成9年）に開園した。
開園初年度は来園者が120万人を超えたものの、次年度には来園者数が大きく減少し、開園から2年が経過した1999年（平成11年）度から、初年度来園者数の半分以下の水準で推移するようになっている。
公園の広さは13.1ヘクタールで、園内1周は約1.5キロメートルである。高さ19メートルのデンマーク風車や、年5回の鉢植え植物を入れ替える花の大温室フローラルプレイス（面積3600m2のアトリウム）のほかレストラン、体験施設も揃う。第二駐車場は「道の駅デンパーク安城」としても機能している。
2008年（平成20年）に設立された「ネクスト」が、JAあいち中央などが開園当初から運営していたレストランとソーセージ工房の事業を引き継ぎ、三河産の豚を主原料にハムやソーセージを「デンパークハム工房」として販売するようになり、ドイツ農業協会の国際食品品質競技会でフランクフルトソーセージが2012年（平成24年）と2014年（平成26年）に、あらびきソーセージが2017年（平成29年）に金賞を受賞した
。
2018年（平成30年）3月17日に遊び場がリニューアルし、国内最大級・高さ12mの大型木製遊具や室内あそび場「あそボ～ネ」がオープン（対象年齢：生後6ヶ月～小学生、料金：子供：500円 / 60分（平日はフリー）・大人（同伴）：300円）した。

## 交通アクセス

### 路線バス
- 名鉄バス：安城線
  - 名鉄名古屋本線・西尾線 新安城駅前 - JR東海道本線 安城駅前 - 安城更生病院 - デンパーク（土休日のみ）

※ 平日はデンパークへ乗り入れないので安城更生病院であんくるバス南部線に乗り継ぎとなる。

### 鉄道
名鉄西尾線の堀内公園駅や桜井駅が当施設から一番近い駅であるが、両駅からは直線距離で2km以上離れている。なお、桜井駅と南桜井駅からはあんくるバス桜井西線でアクセス可能。

### 自動車
国道23号（知立バイパス） 和泉ICより愛知県道45号安城碧南線を安城市中心部方面に約5分。

## 施設

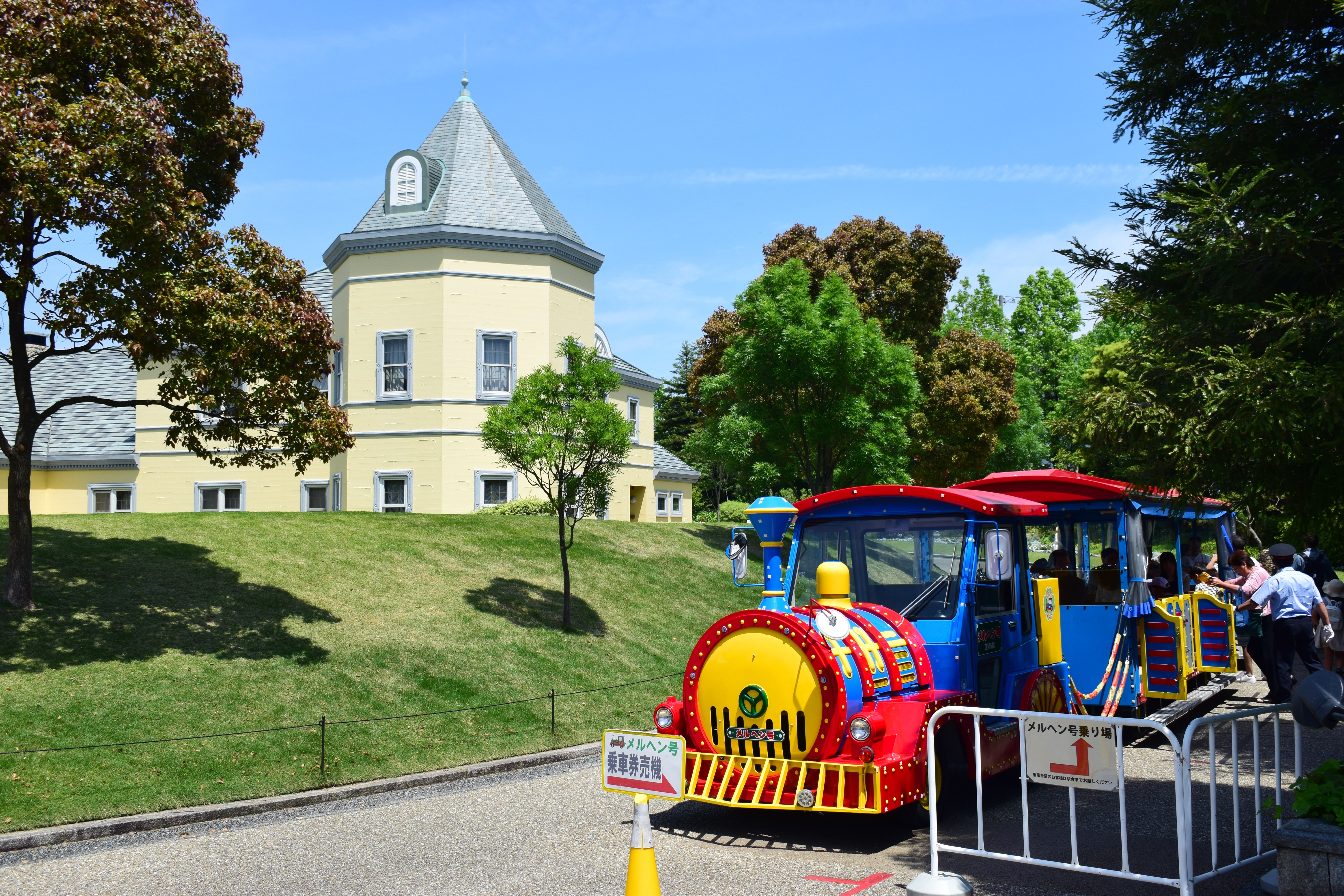
園内周回 メルヘン号

### 主な施設
アトリウム（メイン施設）
- 花の大温室フローラルプレイス[1]

お買い物・休憩
- 農場レストラン　花車マーケット

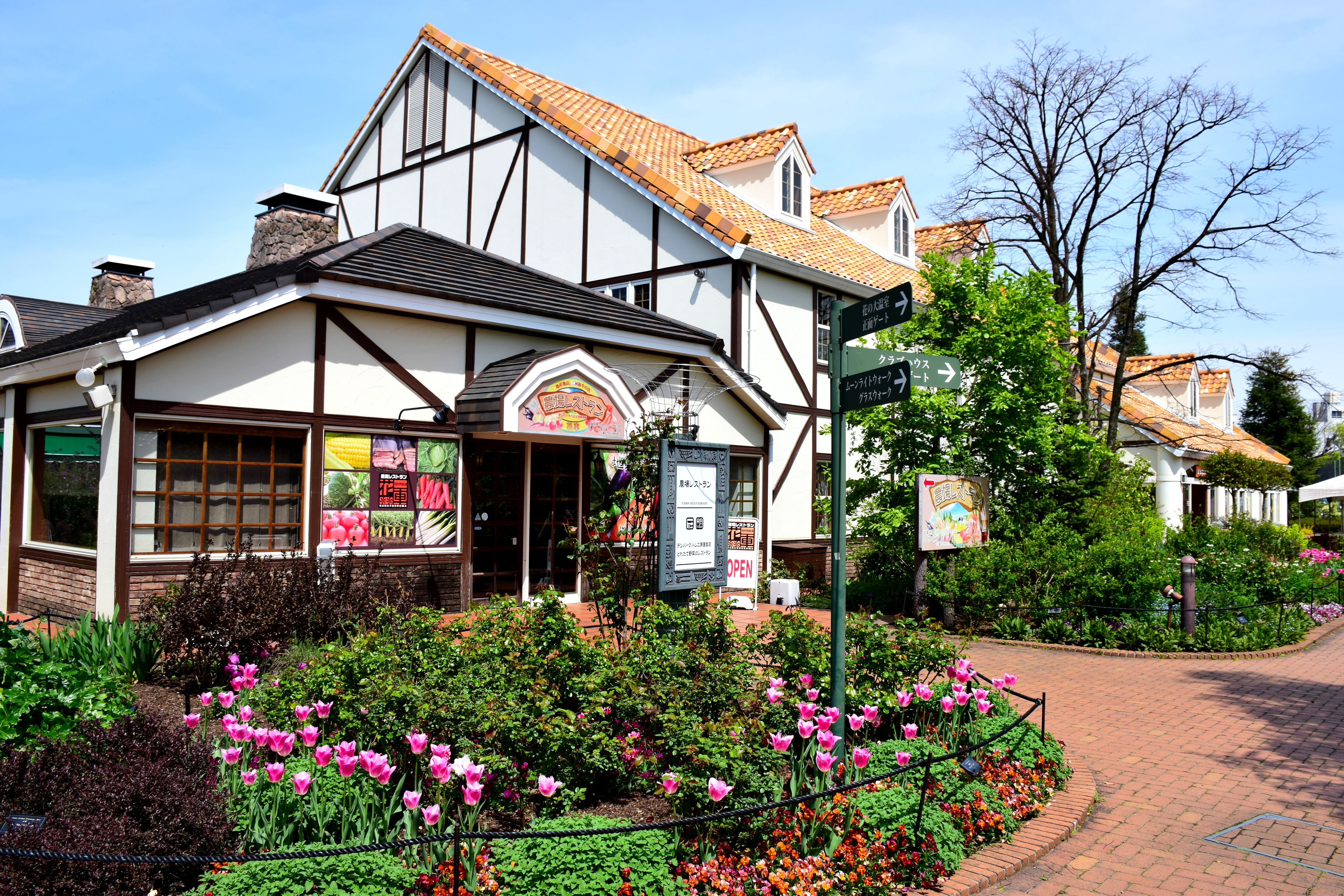
農場レストラン　花車

- マーガレットハウス（室内あそび場「あそボ～ネ」）

体験講座
- クラブハウス

ステージ・展示
- 水のステージ
- デンパーク館

乗り物
- メルヘン号

遊具
- ローラー滑り台「スカイスライダー」
- 木製遊具「リーチ・フォー・ザ・スカイ」
- 「不思議の森（＝鉄砲山）」に設置の「秘密基地（季節限定）」など

レストラン・喫茶
- 和食処「ふるさと館」
- 地ビール工房&レストラン「ホレ・フェスト」
- 農場レストラン「花車」[6]
- カフェテラス「カフェキッチン・ボノ」
- 軽食「バーン・パーティー」

### ギャラリー

園内写真
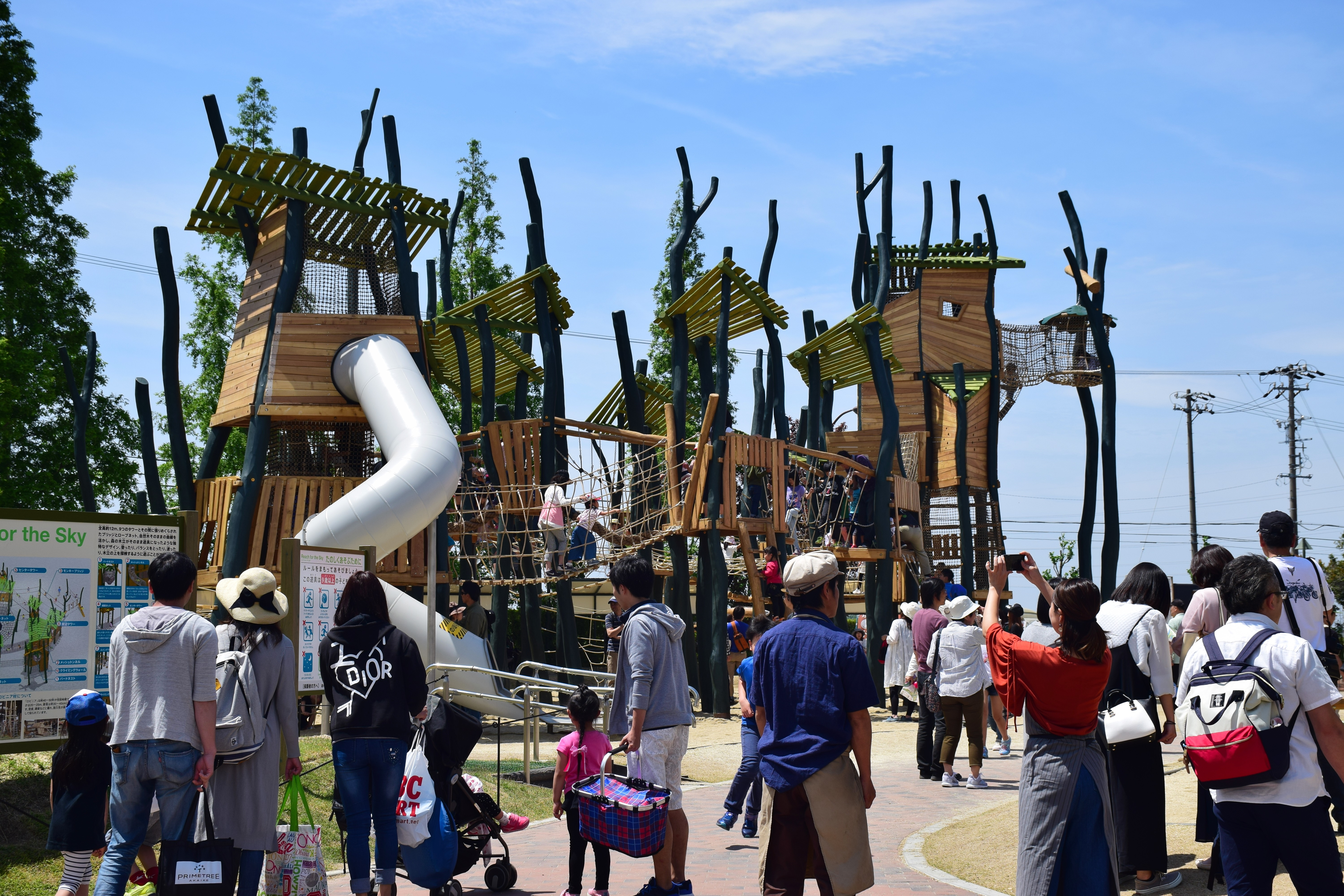
リーチ・フィー・ザ・スカイ
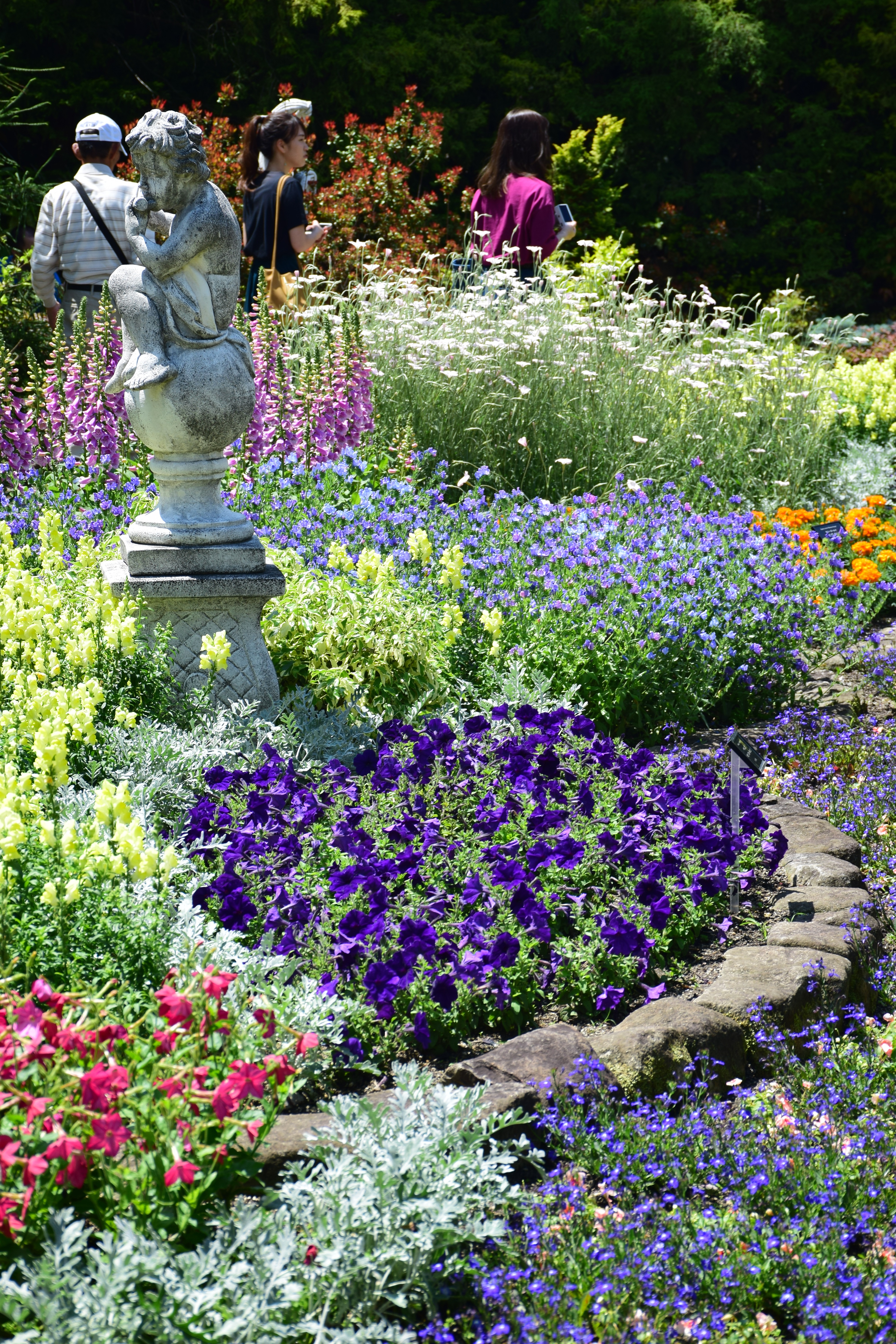
ロマンチックガーデン
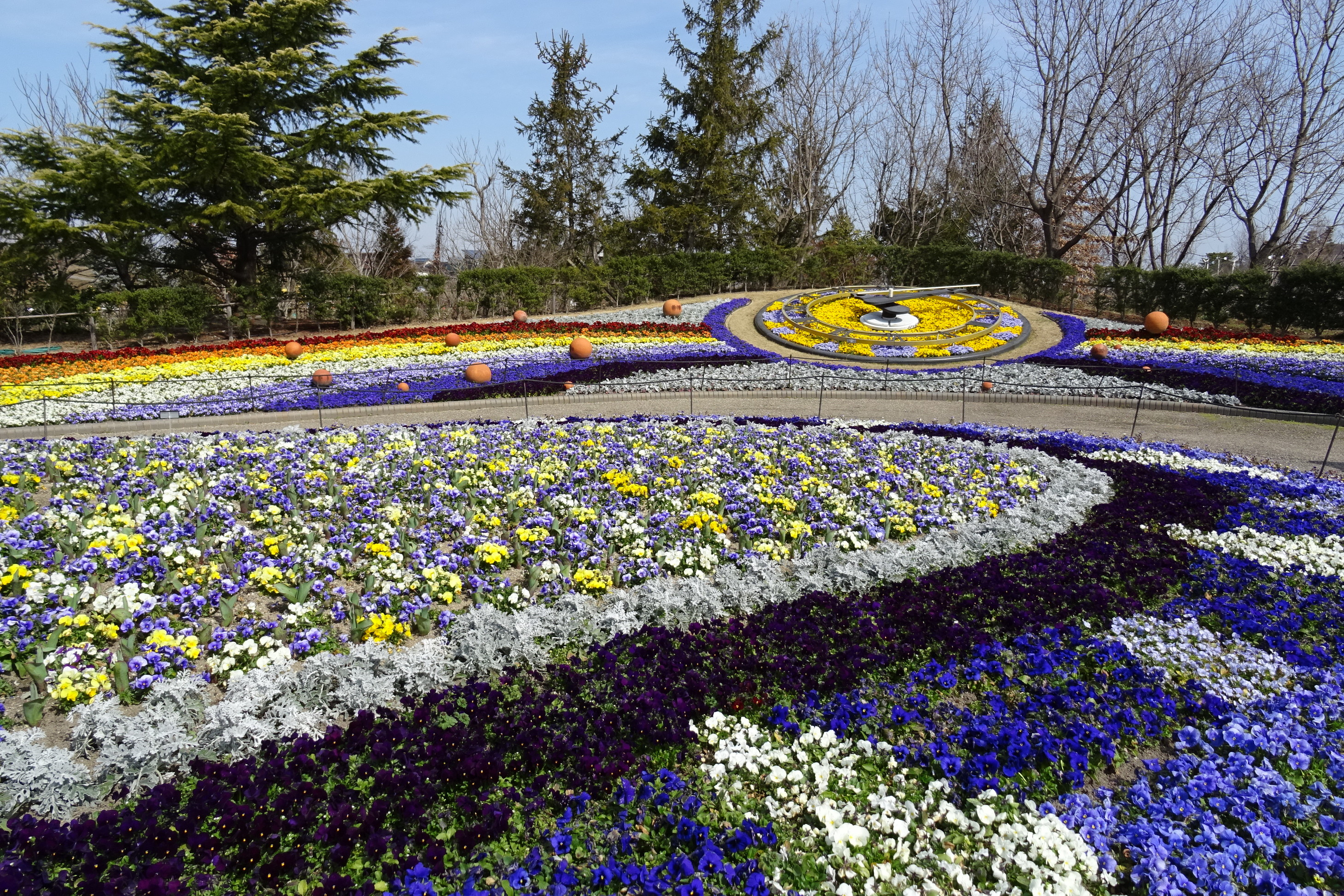
花時計
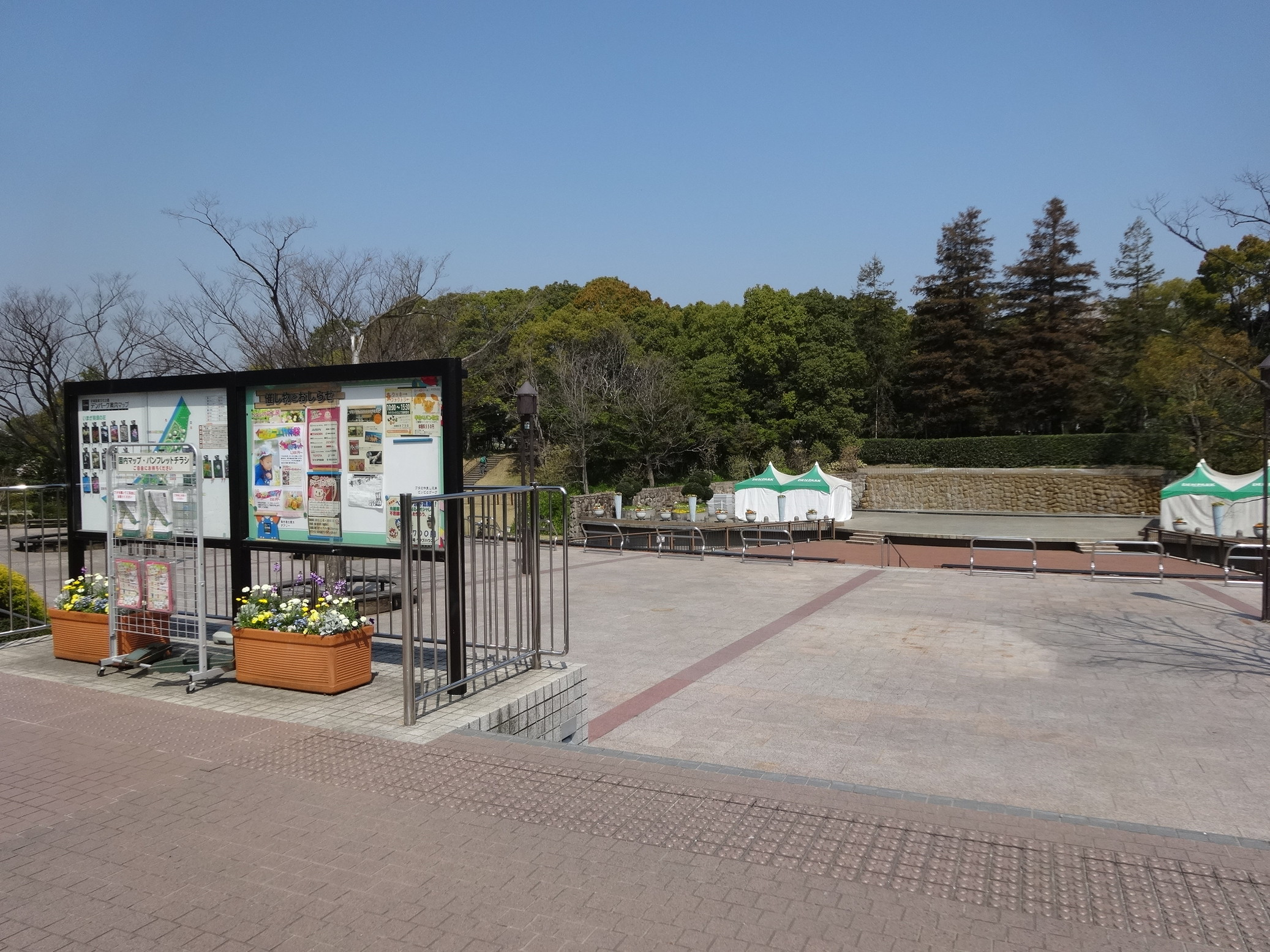
水のステージ
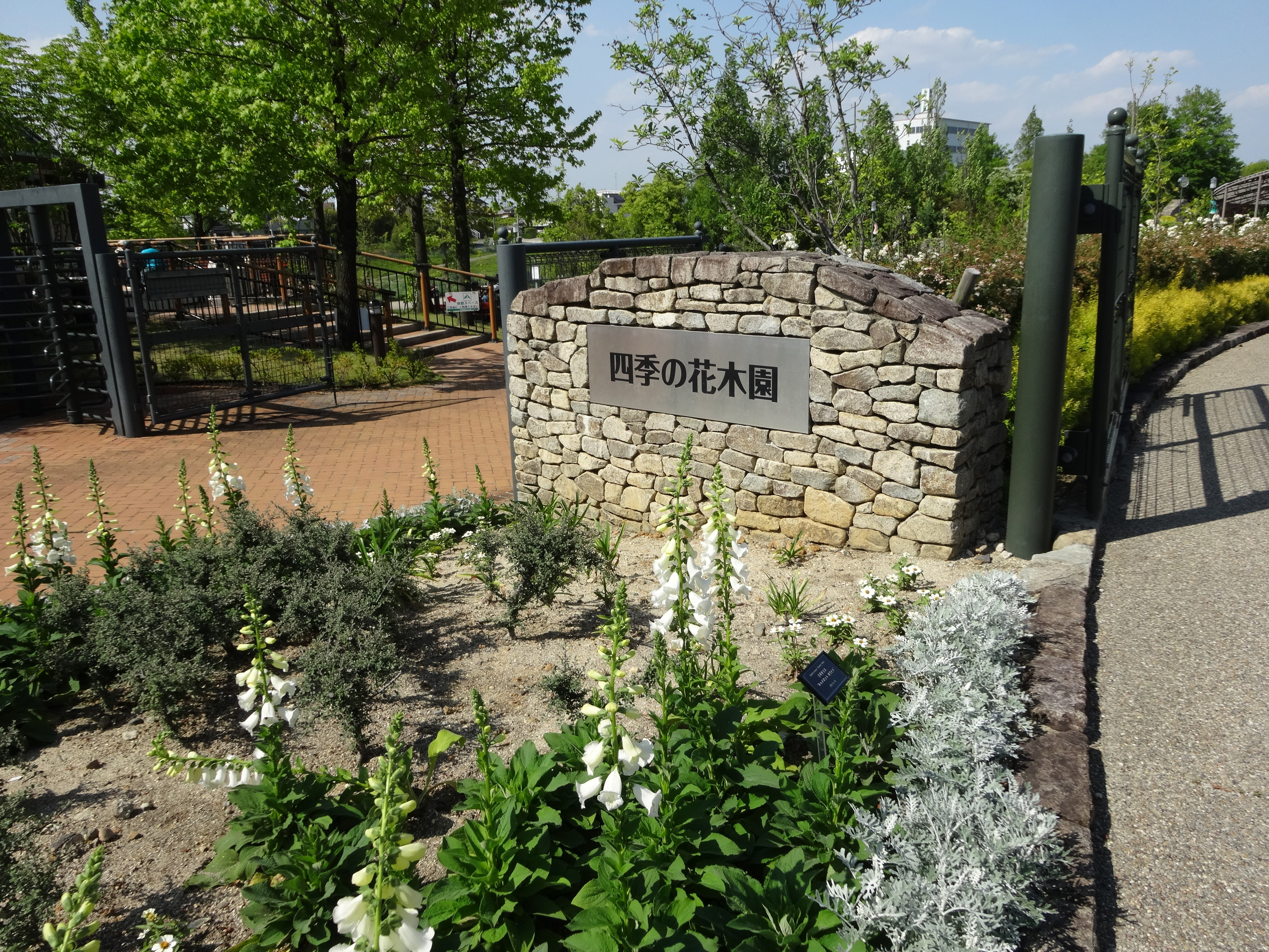
四季の花木園
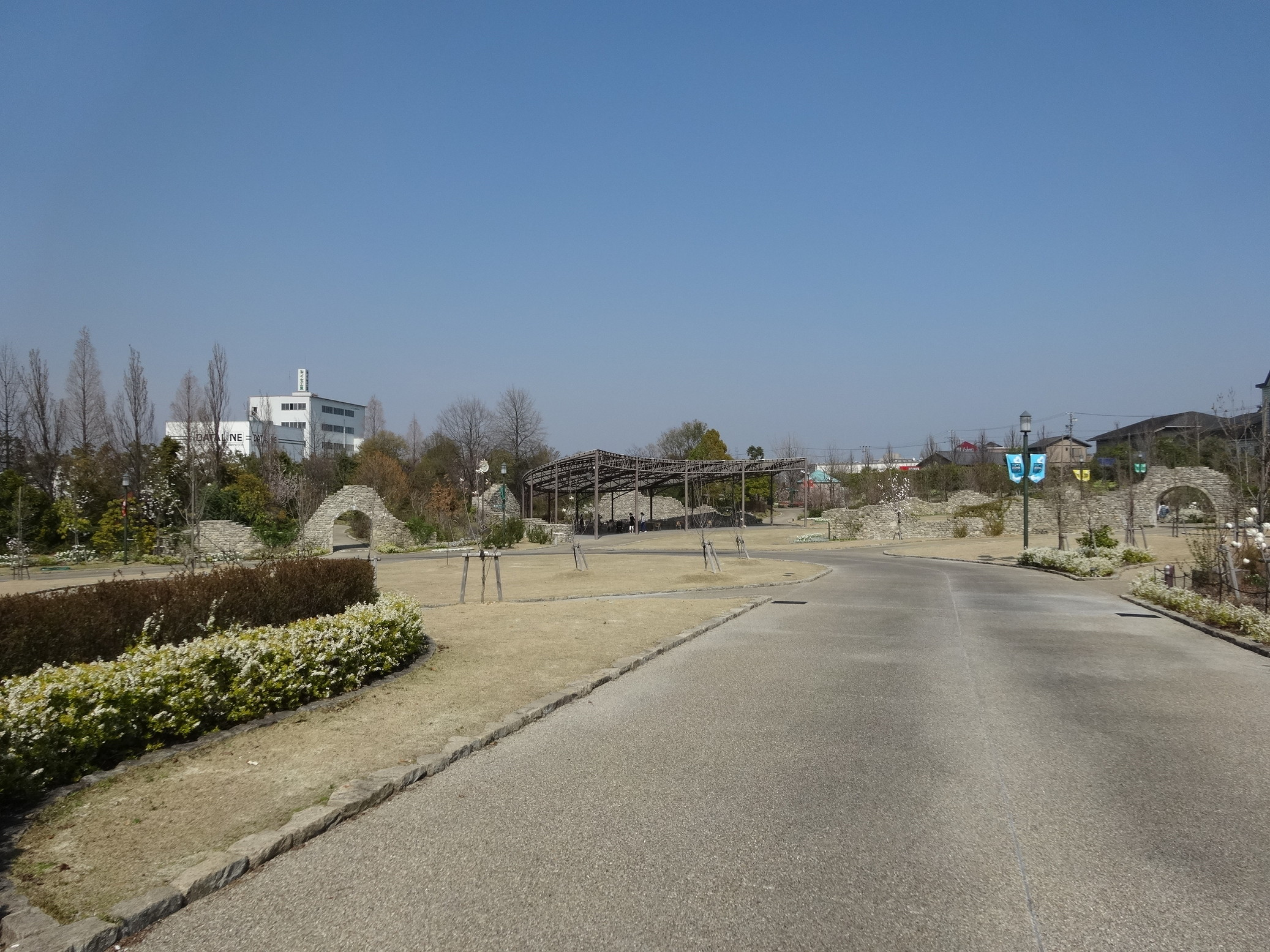
四季の花木園
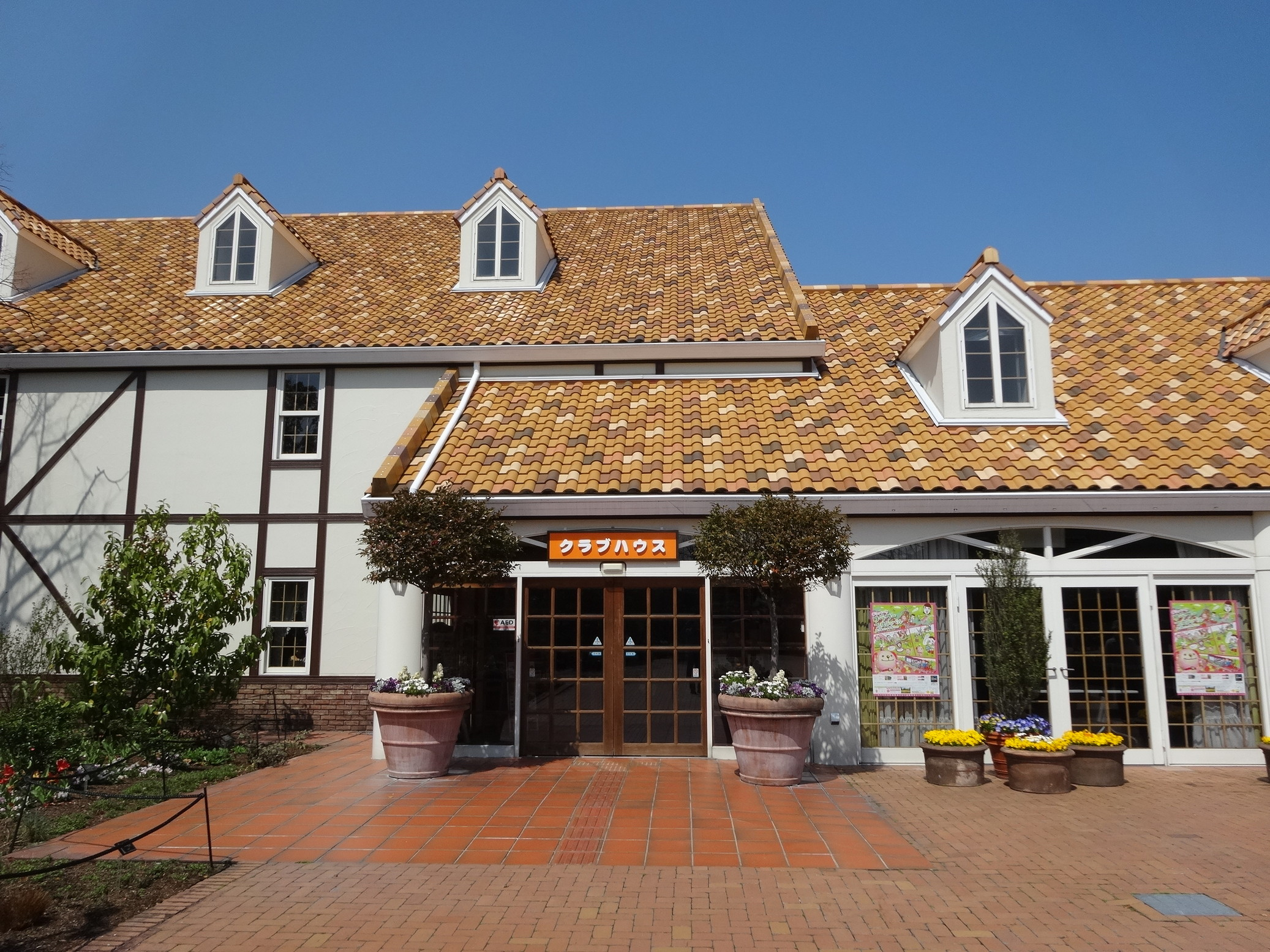
クラブハウス
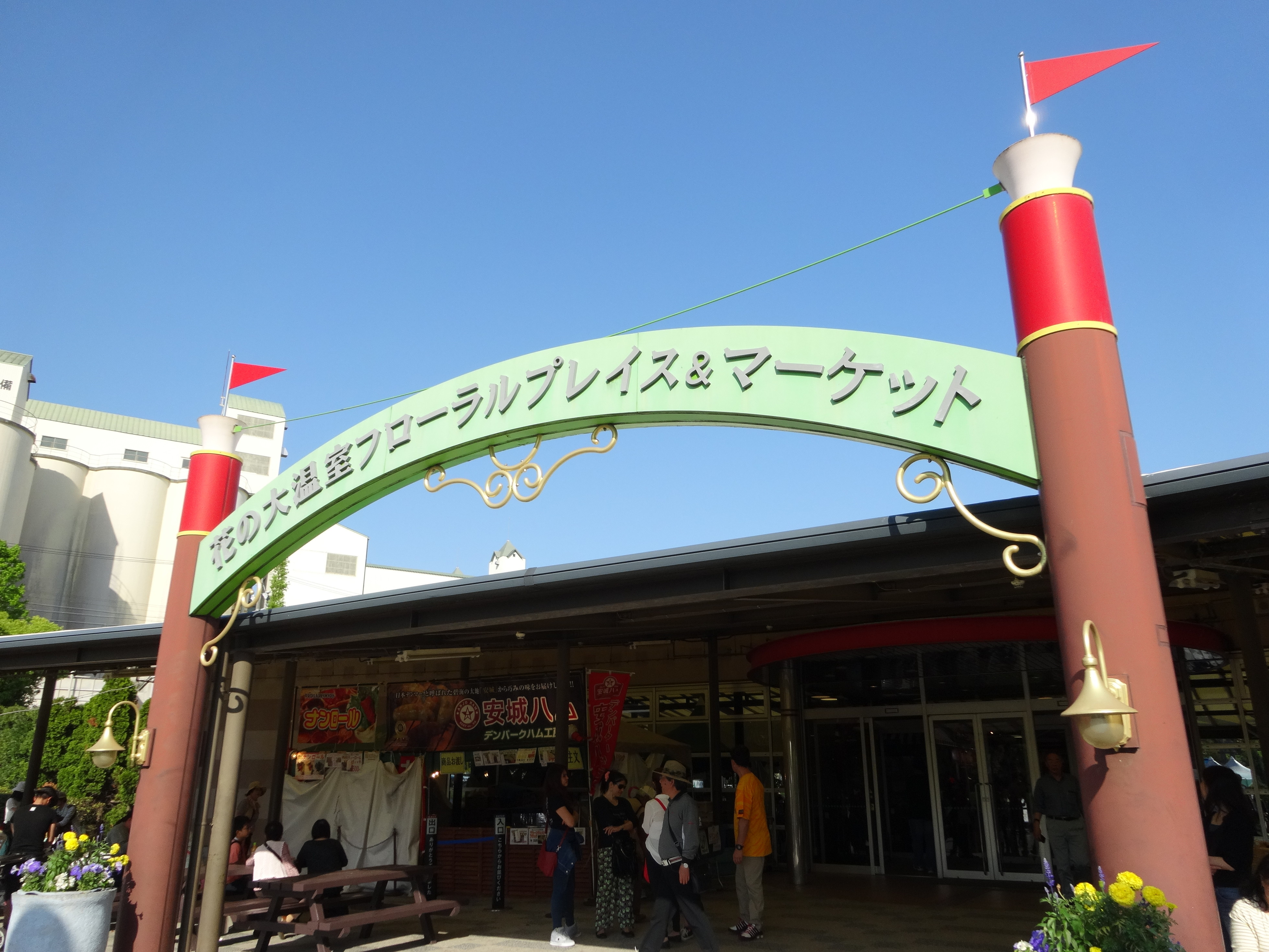
大温室エントランス
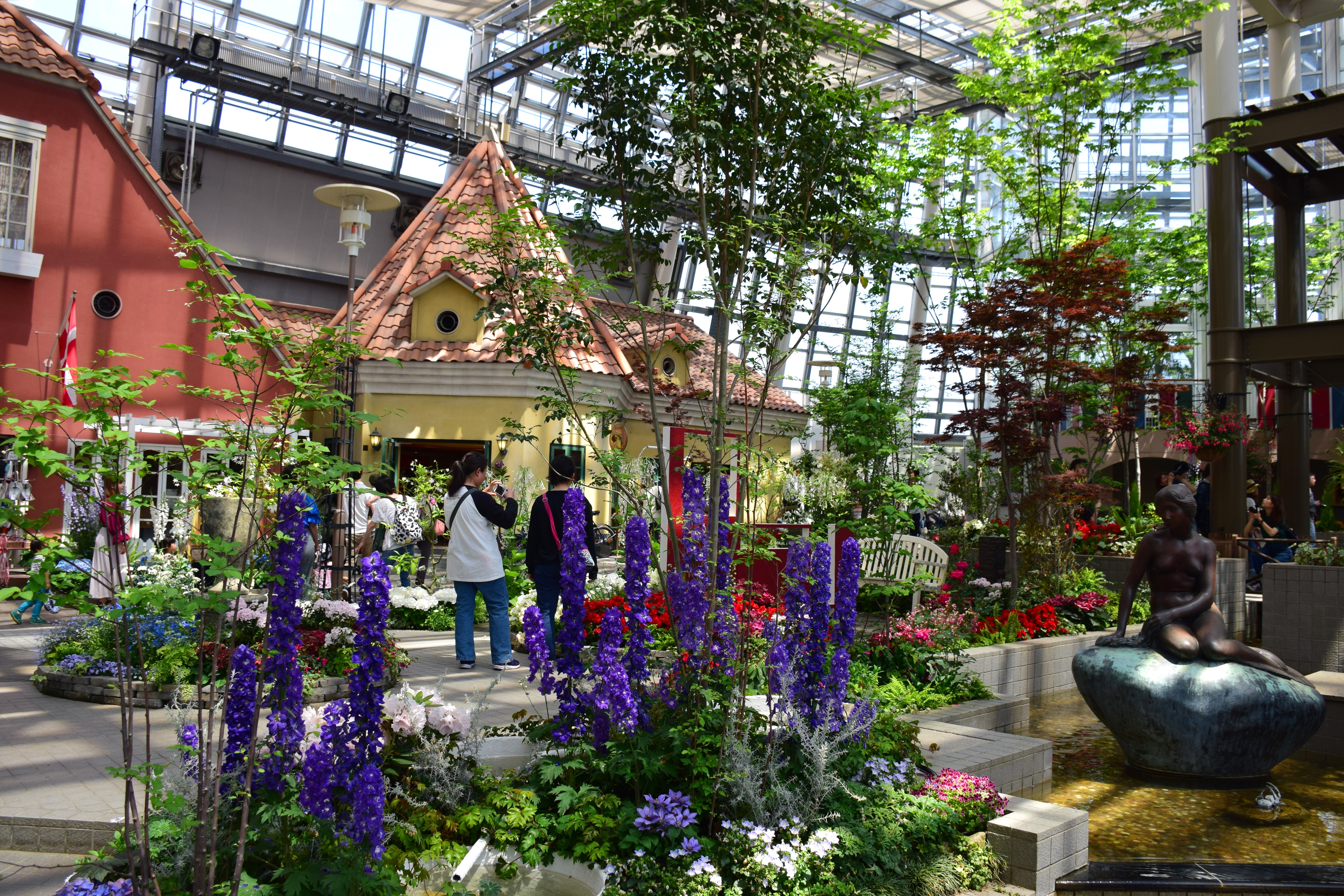
花の大温室「フローラルプレイス」
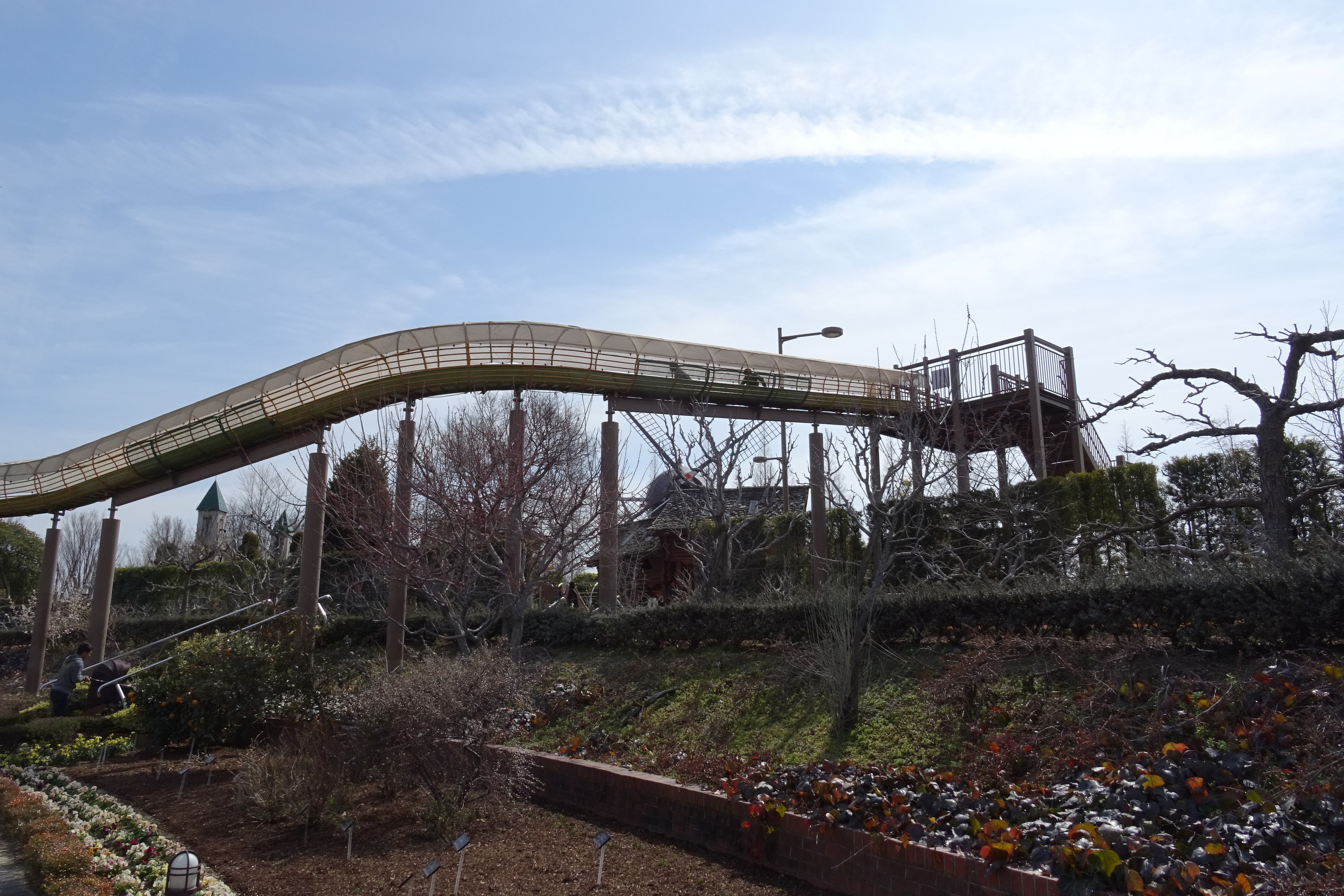
スカイスライダー（ローラー滑り台）
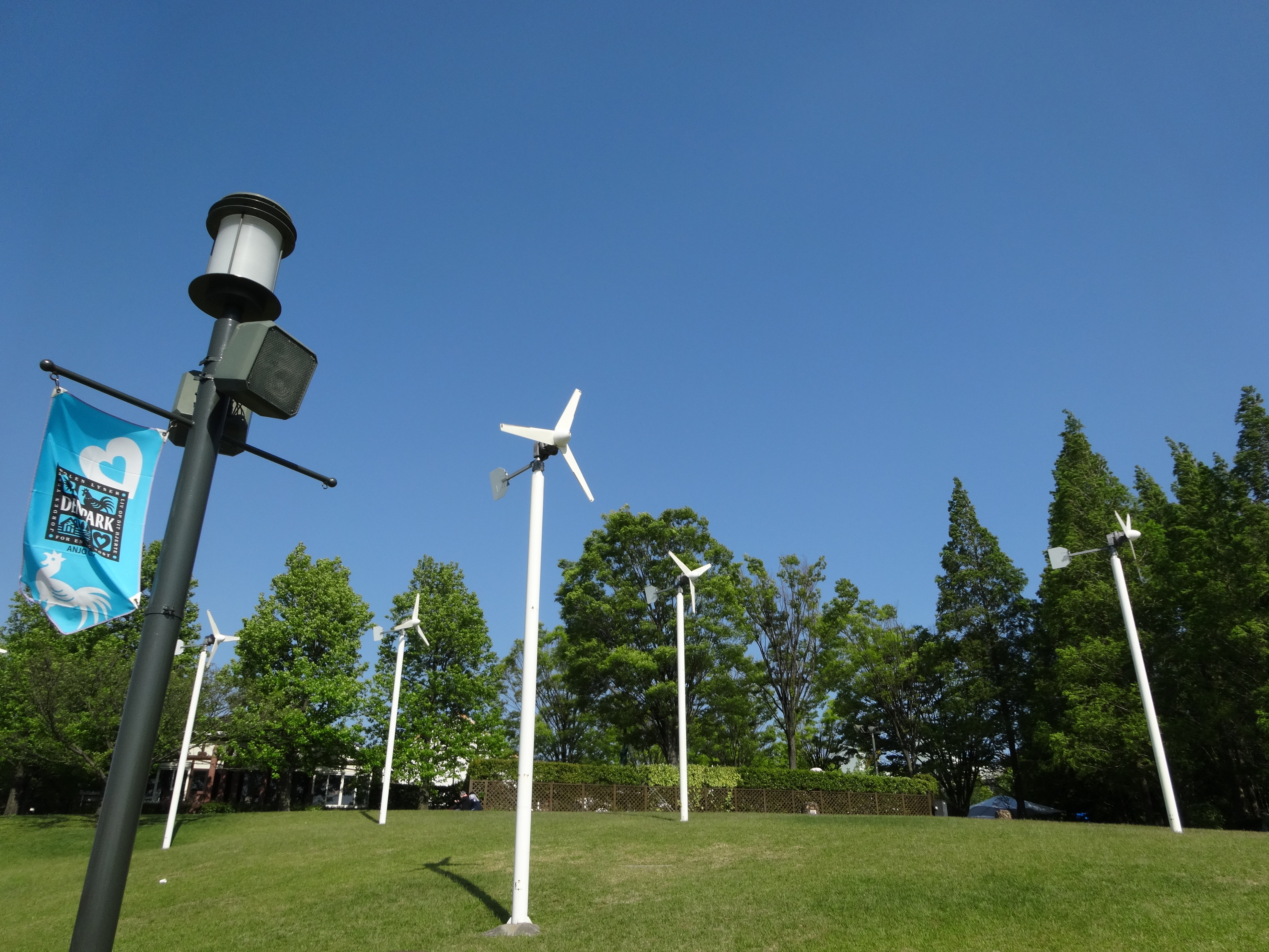
風車の丘
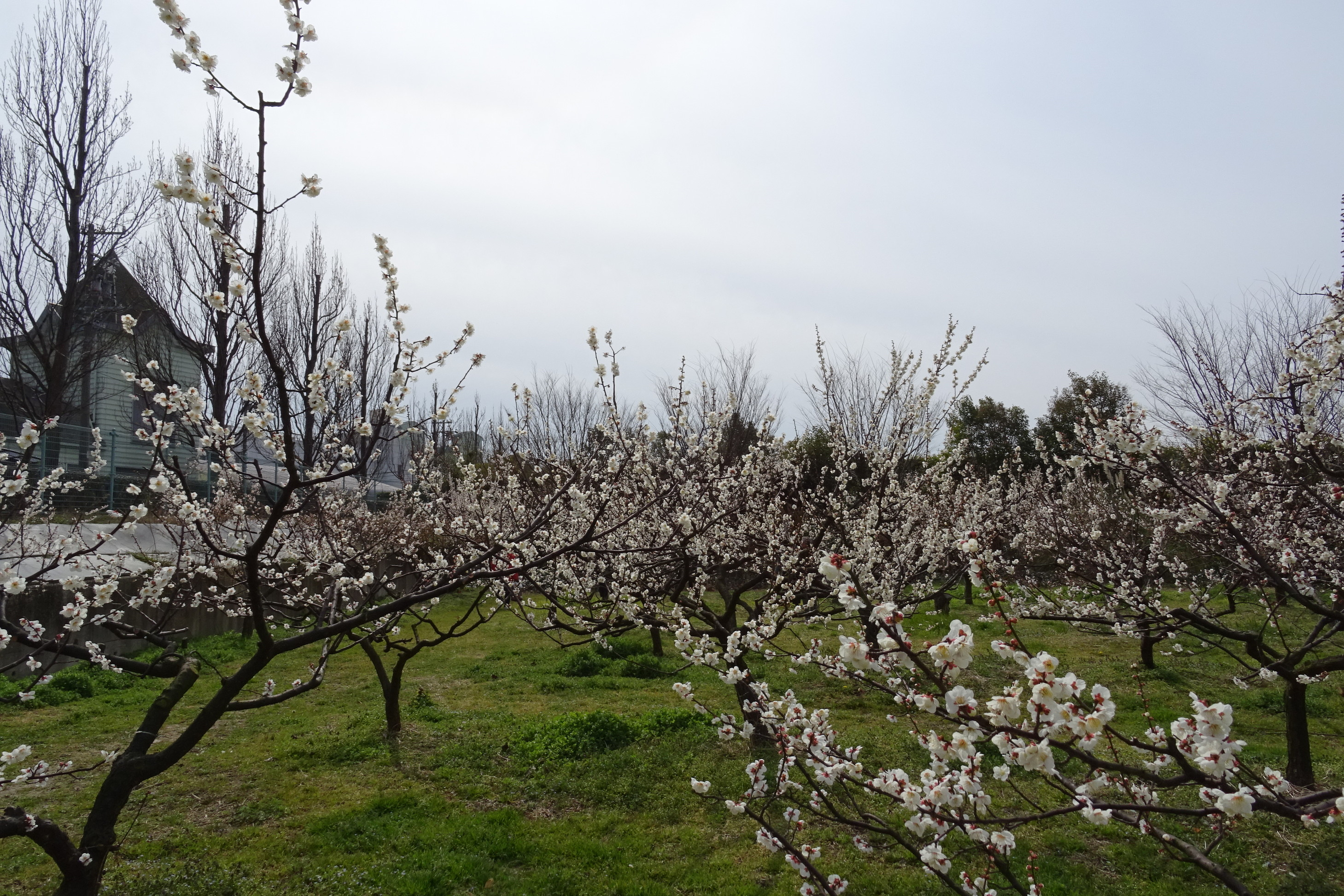
安城農林高校-デンパーク梅園（期間限定）
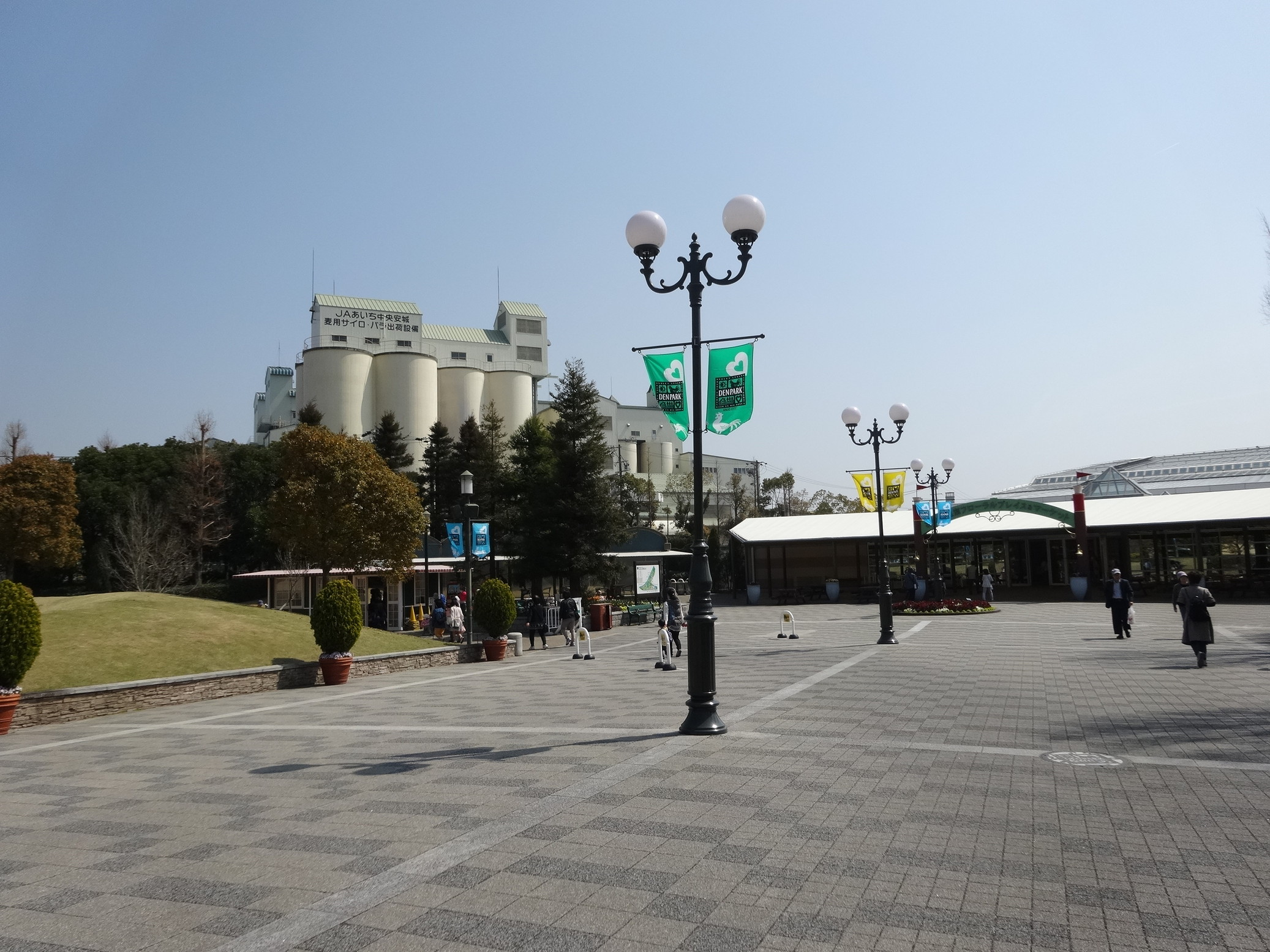
デンパーク館前
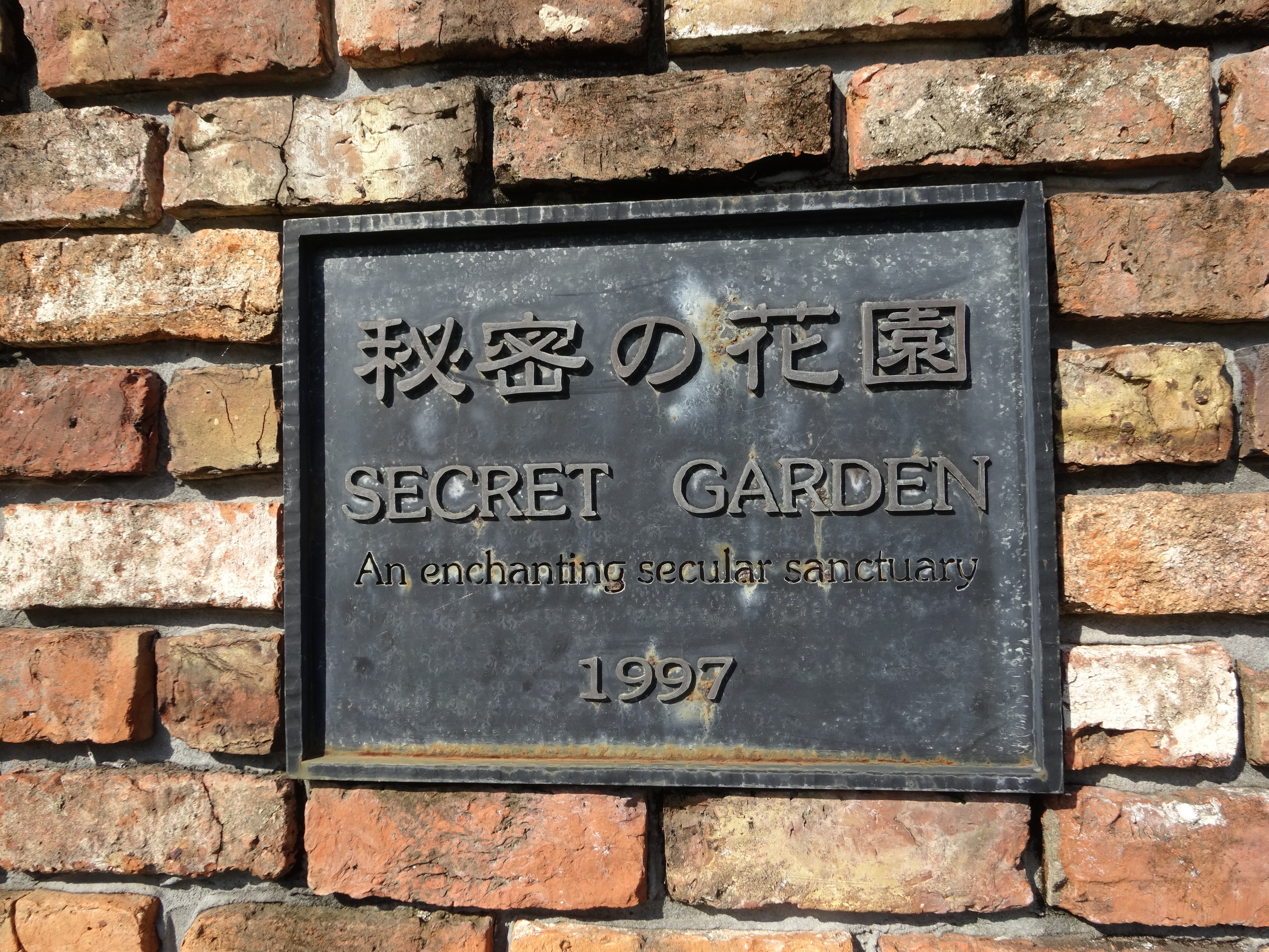
秘密の花園（冬季期間閉鎖
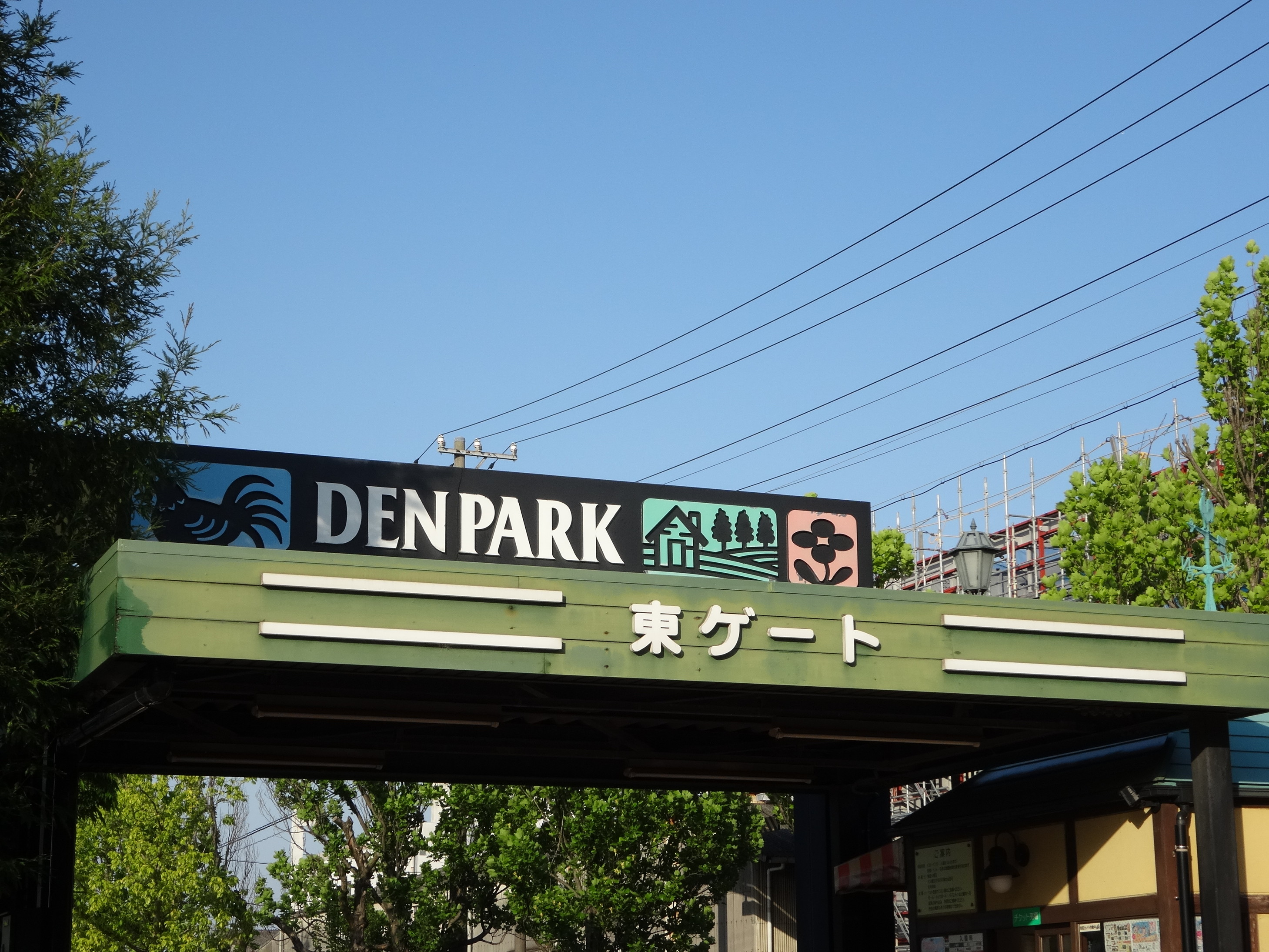
東ゲート
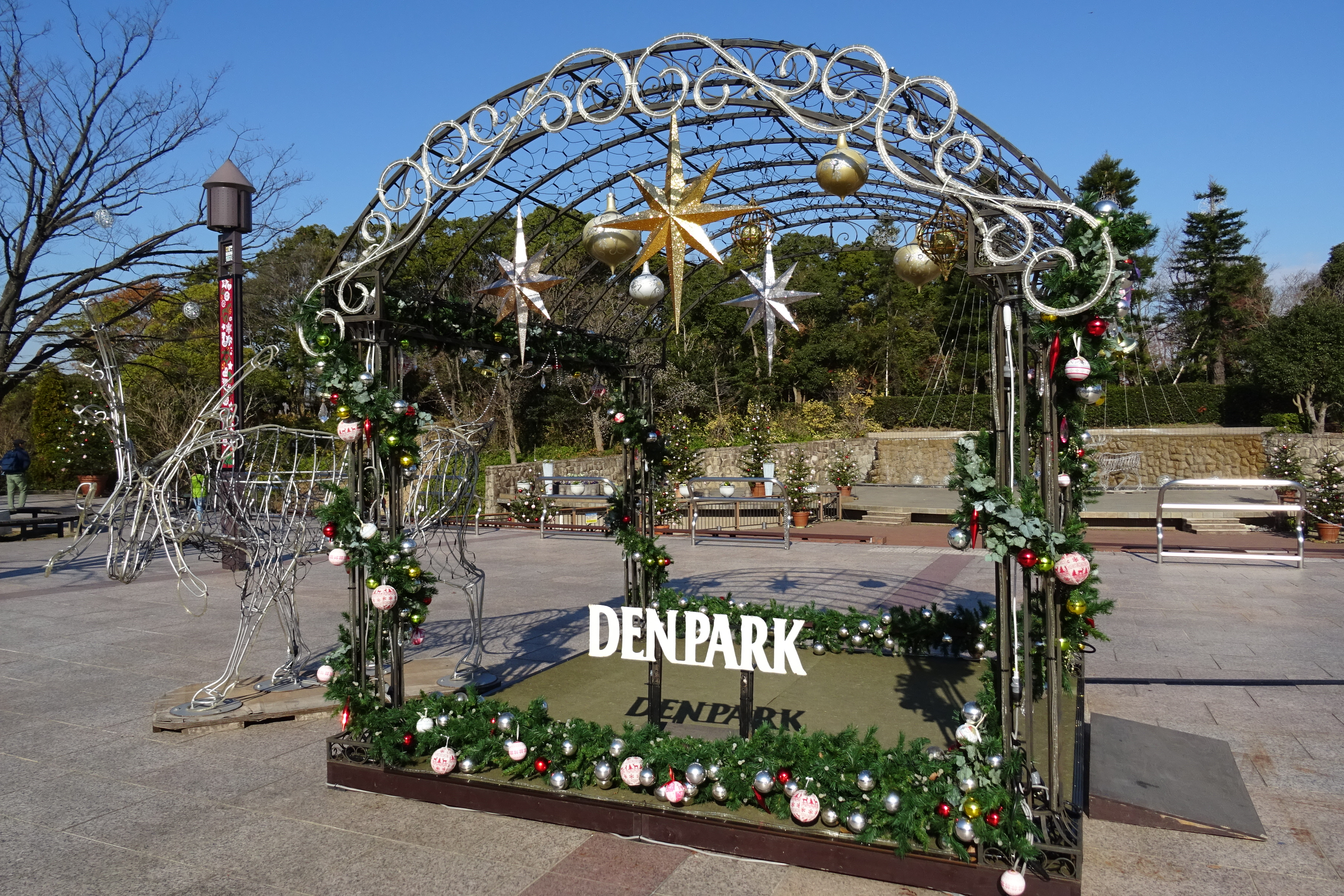
ウィンターフェスティバル - 水の広場
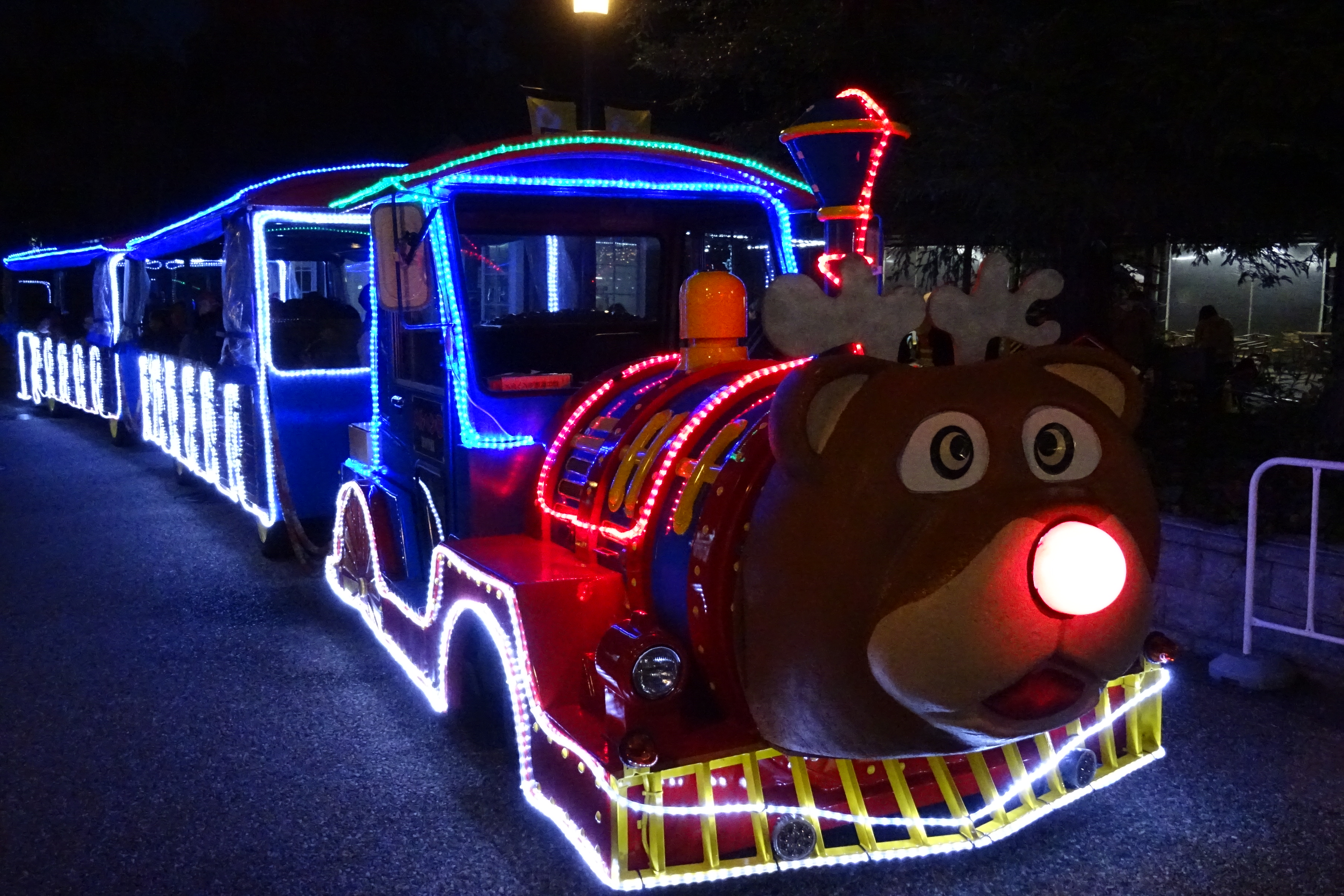
ウィンターフェスティバル - メルヘン号ライトアップ
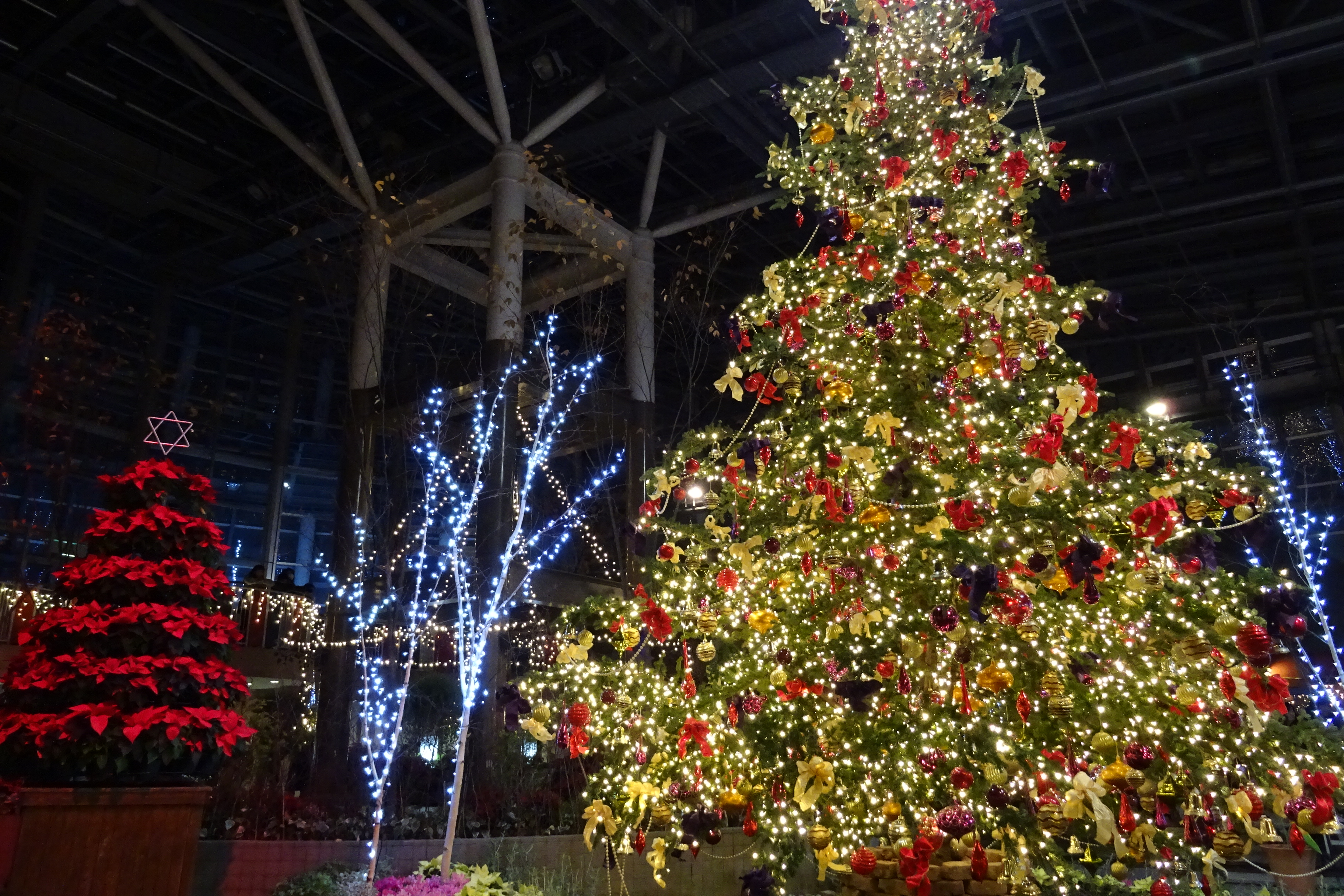
ウィンターフェスティバル - 花の大温室「フローラルプレイス」
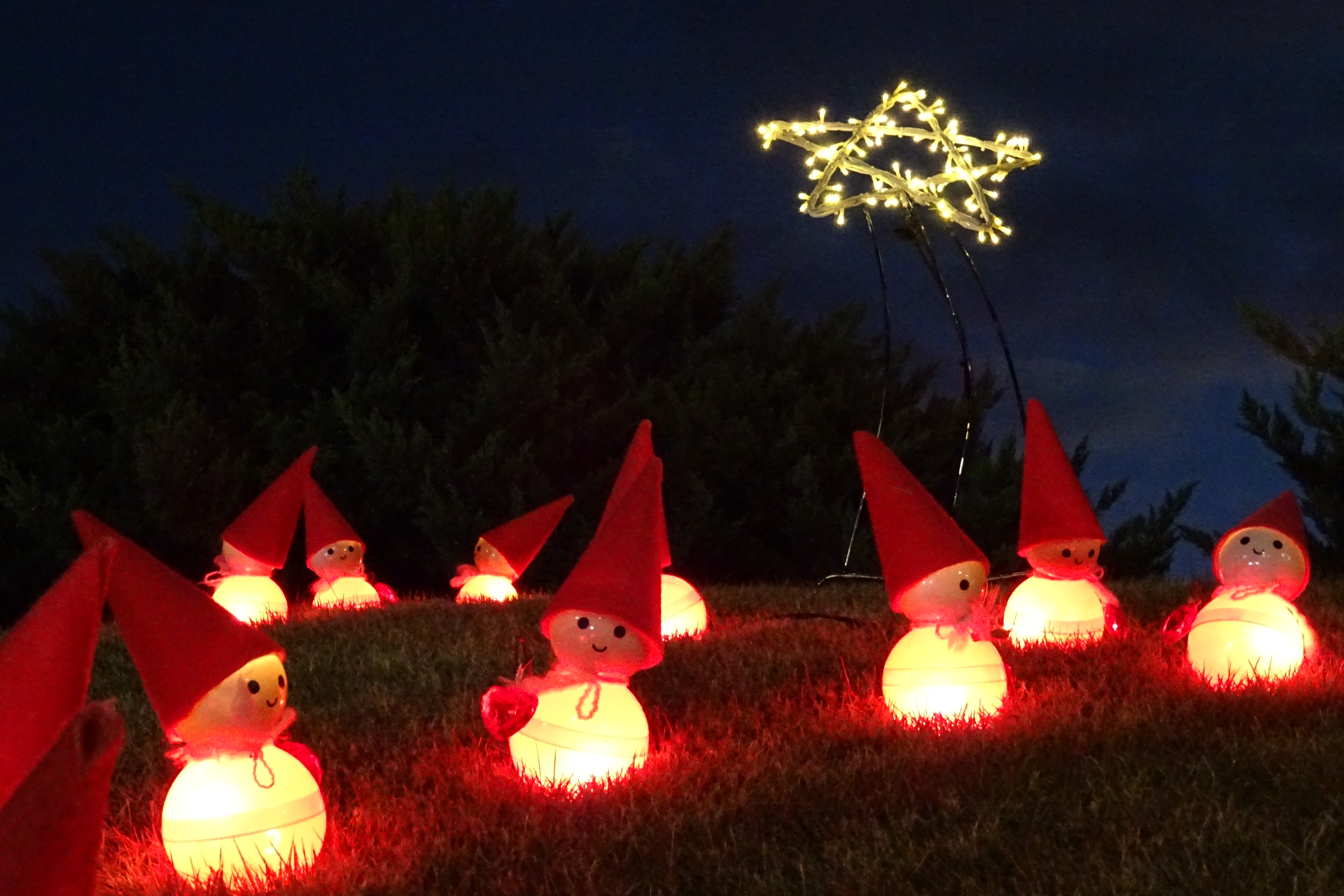
ウィンターフェスティバル - ニッセ

## 植物展示の特徴

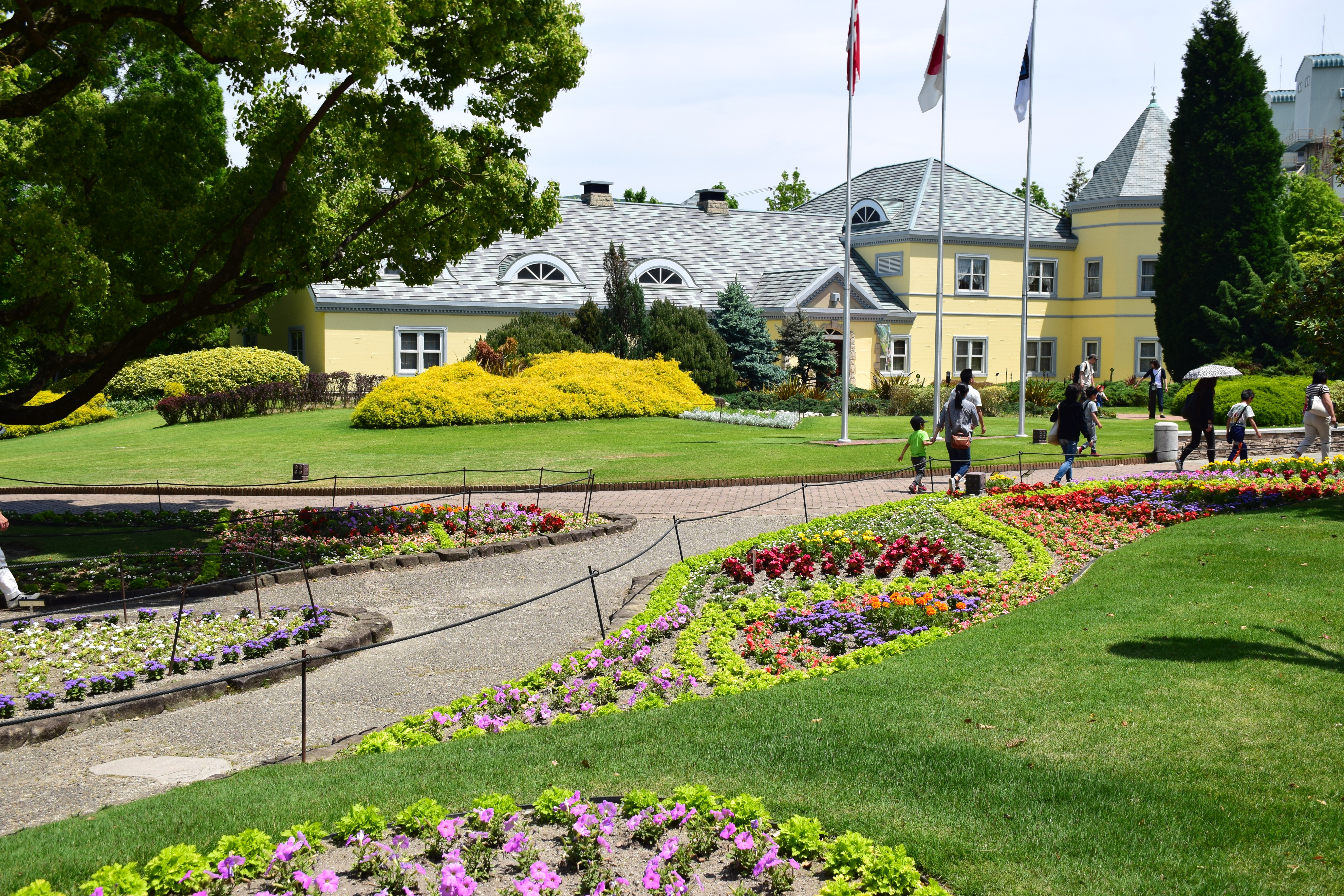
デンパークの風景

樹林地や花壇の形態は多岐に渡り、様々な展示方法を複合的に採用しており、特に花や葉の色別の展示や季節別の展示は日本の植物園では従来では見られなかったユニークな方法をとっている。
- 種類別展示 - サルビアガーデン、世界の梨園、グラス・ウォーク（グラス類）
- 用途別展示 - ナンジャモンジャの森林床、ホスタガーデン林床（陰地性花壇）、ハンギングコーナー（バスケット、コンテナ花壇）
- 色彩別展示 - サマースノーボーダー（白色）、ムーンライト・ウォーク（黄色）、秘密の花園（各色）、ふるさと館周辺（白と銅葉）、プラムボーダー（紅、紫）
- 季節別展示 - シラカバ林（春）、サマースノーボーダー（夏）、グラス・ウォーク（秋）、ティンクルガーデン（冬）

デンパークの植物コレクションは約3,250種を超え、その多くの植物がナーセリー（非公開の養生温室）を経由して増殖・育成され園内の植栽展示に使われている。
- 斑入り植物、カラーリーフプランツ
- グラス類
- サルビア
- ギボウシ
- カンナ
- ウツギ、タニウツギ、ガマズミの仲間
- 梨（梅園）
  - 安城農林高等学校・デンパーク梅園（期間限定）

## 註釈
1. ↑  ただし、安城市史編集委員会 2008, p. 377では「正式名称は「安城産業文化公園デンパーク」（中略）である。」としている。

### 広報資料・プレスリリースなど一次資料
1. ↑  “安城産業文化公園の設置及び管理に関する条例”. 第2条本文. 2015年5月27日閲覧。
2. ↑  安城市役所企画部経営管理課施設計画係 (2014年4月1日). “指定管理者制度導入施設一覧” (PDF).   安城市. 2015年1月8日閲覧。[リンク切れ]
3. 1 2 3 4  “施設概要・コンセプト”.   安城産業文化公園デンパーク. 2015年5月15日閲覧。
4. ↑  “安城産業文化公園の設置及び管理に関する条例”. 第2条第1号及び同条第2号. 2015年5月27日閲覧。